# Bernard-Albert de Limbourg-Bronckhorst
Bernard Albert, comte de Limbourg et de Bronckhorst (mort en 1669), fils de Jobst de Limbourg, marié en 1626 Anne Marie de Berg. Il a eu quatre filles:
- Agnès Catherine , comtesse de Limburg et de Bronckhorst. Elle a épousé (1) le baron Theodor von Lijnden et (2e) Wilhelm Wirich von Daun, comte von Falkenstein (d. 1682)
- Marie Henriette, comtesse de Limburg et de Bronckhorst;
- Julienne Petronille comtesse de Limburg et de Bronckhorst, qui a épousé le comte Henri de Pas de Feuquieres
- Marie Bernardine comtesse de Limburg et de Bronckhorst. Elle a épousé Maurice de Limbourg.